# نوربرت هاجدو
نوربرت هاجدو (بالمجرية: Hajdú Norbert)‏ هو لاعب كرة قدم مجري، ولد في 1 أكتوبر 1982 في Istenmezeje ‏ في المجر. شارك مع منتخب المجر تحت 17 سنة لكرة القدم. أما مع النوادي، فقد لعب مع دوناكانيار-فاك وزالايغيرزيغي تورنا إغيليت ونادي أويبست ونادي بودابست هونفيد.

## وصلات خارجية
- نوربرت هاجدو على موقع قاعدة بيانات كرة القدم.إي يو (الإنجليزية)